# Masjid Al-Taneem
De Masjid Al-Taneem (Arabisch: مَسْجِد ٱلتَّنْعِيْم, geromaniseerd: Masjid At-Tanʿīm) is een moskee in het gebied van Al-Hil, op ongeveer 8 kilometer afstand van de Kaaba, in de buurt van At-Tan'im in Mekka, in het westen van Saoedi-Arabië. Het is een grens van de Haram, daarom kunnen pelgrims van hadj en umrah iḥram aantrekken. Deze moskee staat ook bekend als Masjid Aisha (مَسْجِد عَائِشَة), omdat Aisha, de vrouw van de profeet Mohammed, ooit haar ihram vanaf deze plek had aangetrokken. Dit werd door de profeet Mohammed toegestaan als een speciaal geval wanneer Aisha haar umra niet kon voltooien omdat ze in een onreine toestand verkeerde vanwege de menstruatie. Aisha's broer die haar naar Taneem en terug vergezelde, deed geen andere umra samen met zijn zus, begrijpend dat het een speciale vergoeding was voor Aisha of een andere vrouw die toevallig onrein werd vanwege haar menstruatie.
Tegenwoordig is het de dichtstbijzijnde en handigste locatie om Ihram binnen te gaan voor degenen die binnen de grenzen van de Haram wonen. Dit is een vrij grote moskee met faciliteiten voor baden, wassing en omkleden, beschikbaar voor pelgrims en degenen die regelmatig komen bidden.